# كأس الكونفيدرالية الإفريقية 2024–25
كأس الكونفيدرالية الإفريقية 2024-25 ستكون النسخة 21 من بطولة كرة القدم الثانوية للأندية في إفريقيا التي ينظمها الاتحاد الأفريقي لكرة القدم.
سيتأهل الفائز تلقائيًا إلى كأس الكونفيدرالية الأفريقية 2024-25، ويحصل أيضًا على حق اللعب ضد الفائز ببطولة دوري أبطال إفريقيا 2023–24 في كأس السوبر الأفريقي 2024.
بينما لا توجد أخبار رسمية حتى الآن، أشارت بعض وسائل الإعلام إلى أن شكل المسابقة سيتغير ابتداءً من موسم 2023-24 حتى يتمكن الاتحاد الإفريقي لكرة القدم من استخدام المنافسة للترويج لثلاثة فرق إلى أحدث منافساتها، وهي الدوري الإفريقي.

## المجموعات
| المستوى | المستوى الأول                                                                         | المستوى الثاني                                                                                            | المستوى الثالث |
| ------- | ------------------------------------------------------------------------------------- | --- | --- |
| الفرق   | - الزمالك (39 نقطة) - نهضة بركان (37 نقطة) - اتحاد الجزائر (27 نقطة) - سمبا (10 نقطة) | - أسيك ميموزا (5 نقطة) - المصري البورسعيدي (4 نقطة) - الملعب المالي (2.5 نقطة) - النادي الصفاقسي (2 نقطة) | - جاراف - انيمبا - شبيبة القسنطينة - بلاك بولز - نادي لوندا - نادي برافو دي مرتينغ - سيخوخون يونايتد - أوربا يونايتد |